# جيمس هارتيغان
جيمس هارتيغان (بالإنجليزية: James Hartigan)‏ هو صحفي وناقد سينمائي بريطاني، ولد في 11 مارس 1975.